# بوتريو
بوتريو هي كوموني (بلدية) في منطقة فريولي فينيتسيا جوليا الإيطالية ، ويبلغ عدد سكانها 4050 نسمة ، وتقع على بعد حوالي 60 كيلومتر (37 ميل) شمال غرب ترييستي وحوالي 10 كيلومتر (6 ميل) جنوب شرق أوديني.

## نبذة
تقع مدينة باتريو على حدود البلديات التالية: مانزانو ، وبافيا دي أوديني ، وبرادامانو ، وبريماريكاكو . تشتهر باتريو بنبيذها ، فضلاً عن كونها مكانًا للمقر الرئيسي للشركة متعددة الجنسيات دانييلي إس بي إيه ، وهي أكبر مورد للمعدات والمصانع لصناعة المعادن في العالم ، وتقع في بوتريو.

## اشخاص
- أندريا كومباريتي ، طبيبة وعالمة
- ماركو راشانييلو ، عازف البيانو والملحن
- جوليو تامي ، صانع أفلام ومصور سينمائي ومحرر

## المدن التوأم
- Nötsch im Gailtal، Austria

## روابط خارجية
- الموقع الرسمي